# Formulare Google
Formulare Google (în engleză Google Forms) este un software de administrare a sondajelor inclus ca parte a suitei Google Docs Editors gratuită bazată pe web oferită de Google. Serviciul include, de asemenea, Documente Google, Foi de calcul Google, Prezentări Google, Desene Google, Site-uri Google și Google Keep. Formulare Google este disponibil numai ca aplicație web. Aplicația permite utilizatorilor să creeze și să editeze sondaje online în timp ce colaborează cu alți utilizatori în timp real. Informațiile colectate pot fi introduse automat într-o foaie de calcul.

## Caracteristici
Serviciul Formulare Google a suferit mai multe actualizări de-a lungul anilor. Funcțiile includ, dar nu se limitează la, căutarea în meniu, amestecarea întrebărilor pentru ordinea aleatorie, limitarea răspunsurilor la o dată pe persoană, adrese URL mai scurte, teme personalizate, generarea automată de sugestii de răspuns la crearea formularelor, și opțiunea „Încărcare fișier” pentru utilizatorii care răspund la întrebări care le solicită să partajeze conținut sau fișiere de pe computerul lor sau din Disc Google.
În octombrie 2014, Google a introdus suplimente pentru Formulare Google care le permit dezvoltatorilor terți să adauge funcții noi la sondaje, în iulie 2017, Google a actualizat Formulare Google pentru a adăuga câteva funcții noi. „Validarea inteligentă a răspunsului” este capabilă să detecteze introducerea textului în câmpurile de formular pentru a identifica ceea ce este scris și pentru a cere utilizatorului să corecteze informațiile dacă sunt introduse greșit. În funcție de setările de partajare a fișierelor din Disc Google, utilizatorii pot solicita încărcare de fișiere de la persoane din afara răspunsurilor cu mai multe opțiuni într-un tabel. În Setări, utilizatorii pot face modificări care afectează toate formularele noi, cum ar fi colectarea mereu de adrese de e-mail.
Formulare Google oferă toate funcțiile de colaborare și partajare găsite în Documente, Foi de calcul, Prezentări, Desene și Site-uri.